# Мата-Прета
Экологическая станция Мата-Прета (порт. Estação Ecológica da Mata Preta, ESEC) — бразильская природоохранная единица для комплексной защиты природы, расположенная в западной части Санта-Катарины, с территорией, распределенной по всему муниципалитету Абеларду-Лус, общей площадью 6 565,70 га. Она была создана президентским указом от 19 октября 2005 года для защиты трёх оставшихся фрагментов смешанного омброфильного леса в регионе. Среди целей ESEC Мата-Прета — сохранение оставшихся природных экосистем и развитие научно-исследовательских и образовательно-экологических мероприятий. Администрация ESEC Мата-Прета находится в ведении Института сохранения биоразнообразия имени Чико Мендеса (ICMBio).